# لويس جيرمان-مارتن
لويس جيرمان-مارتن هو سياسي فرنسي، ولد في 7 نوفمبر 1872 في لو بوي أون فيلاي في فرنسا، وتوفي في 4 أكتوبر 1948 في باريس في فرنسا. نشط حزبياً في Independent Radicals ‏. وقد انتخب نائب فرنسي.